# Juiz associado da Suprema Corte dos Estados Unidos

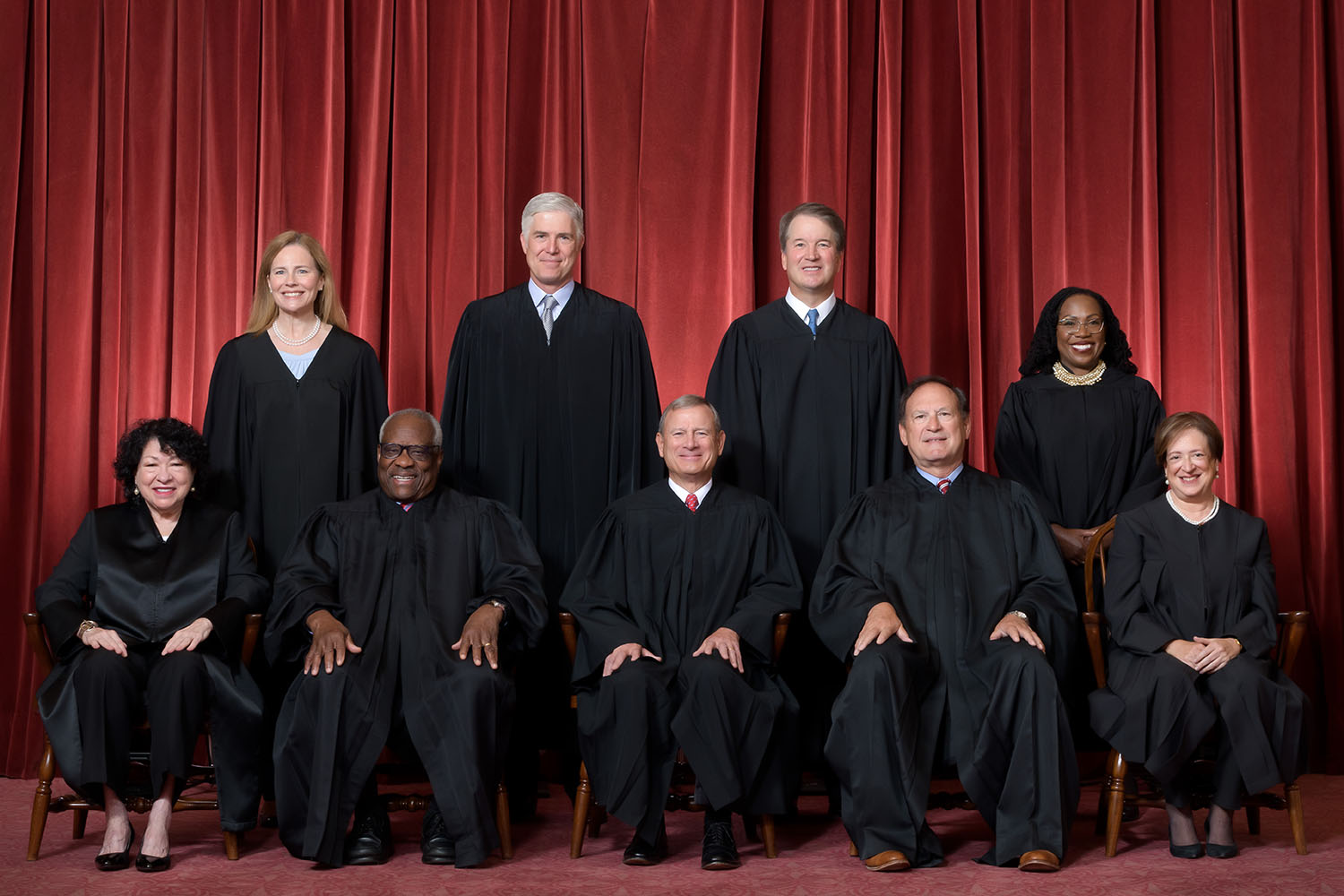
Todos os juízes associados e o chefe de justiça da Suprema Corte dos Estados Unidos.

Os juízes associados da Suprema Corte dos Estados Unidos  (em inglês: Associate Justices of the Supreme Court of the United States) são os membros atuantes da Suprema Corte dos Estados Unidos. São diferentes do chefe de Justiça, que é o juiz presidente da corte. O número de juízes associados é determinado pelo congresso e atualmente são nove devido ao Ato Judiciário de 1869.
Os juízes associados, bem como os chefes de Justiça, são indicados pelo presidente dos Estados Unidos e confirmados pelo senado pelo voto majoritário. Isso é definido no artigo II da Constituição, que define que o presidente "deve indicar, e com o conselho e autorização do Senado, nomear... Juízes da Suprema Corte." Mesmo que na constituição eles sejam referidos como "juízes da Suprema Corte," o título utilizado é "Juiz Associado", introduzido no Ato Judiciário de 1789. Eles eram tradicionalmente chamados de "Senhor Justiça" na Corte, mas o título foi diminuído para "Justiça" em 1980, um ano antes da nomeação da primeira juíza da Suprema Corte.
O Artigo III da Constituição especifica que os juízes associados, e os outros juízes federais dos Estados Unidos "devem manter os seus cargos com bom comportamento". Essa linguagem diz que os nomeados devem manter os seus cargos pelo resto da vida, terminando apenas quando o juiz morre no cargo, se aposenta, ou é removido do cargo através do impeachment pela Câmara dos Deputados e confirmado pelo Senado.
Os juízes associados têm antiguidade em ordem de nomeação, mesmo que o chefe de Justiça seja sempre considerado o mais antigo. Se dois juízes são nomeados no mesmo dia, o mais velho deles é considerado o mais antigo. Atualmente, o juiz mais antigo é Clarence Thomas. Por tradição, quando os juízes estão deliberando um caso, eles declaram suas opiniões em ordem de antiguidade. Se alguém aparece na porta da sala, o mais novo (que senta mais perto da porta) deve atender. Atualmente, a mais nova é Ketanji Brown Jackson.
Segundo o Título 28 do código dos Estados Unidos, quando o chefe de Justiça é incapaz de desempenhar as suas funções, ou o cargo está vago, suas funções são assumidas pelo mais antigo até o problema ser resolvido.

## Atuais juízes associados (por ordem de antiguidade)

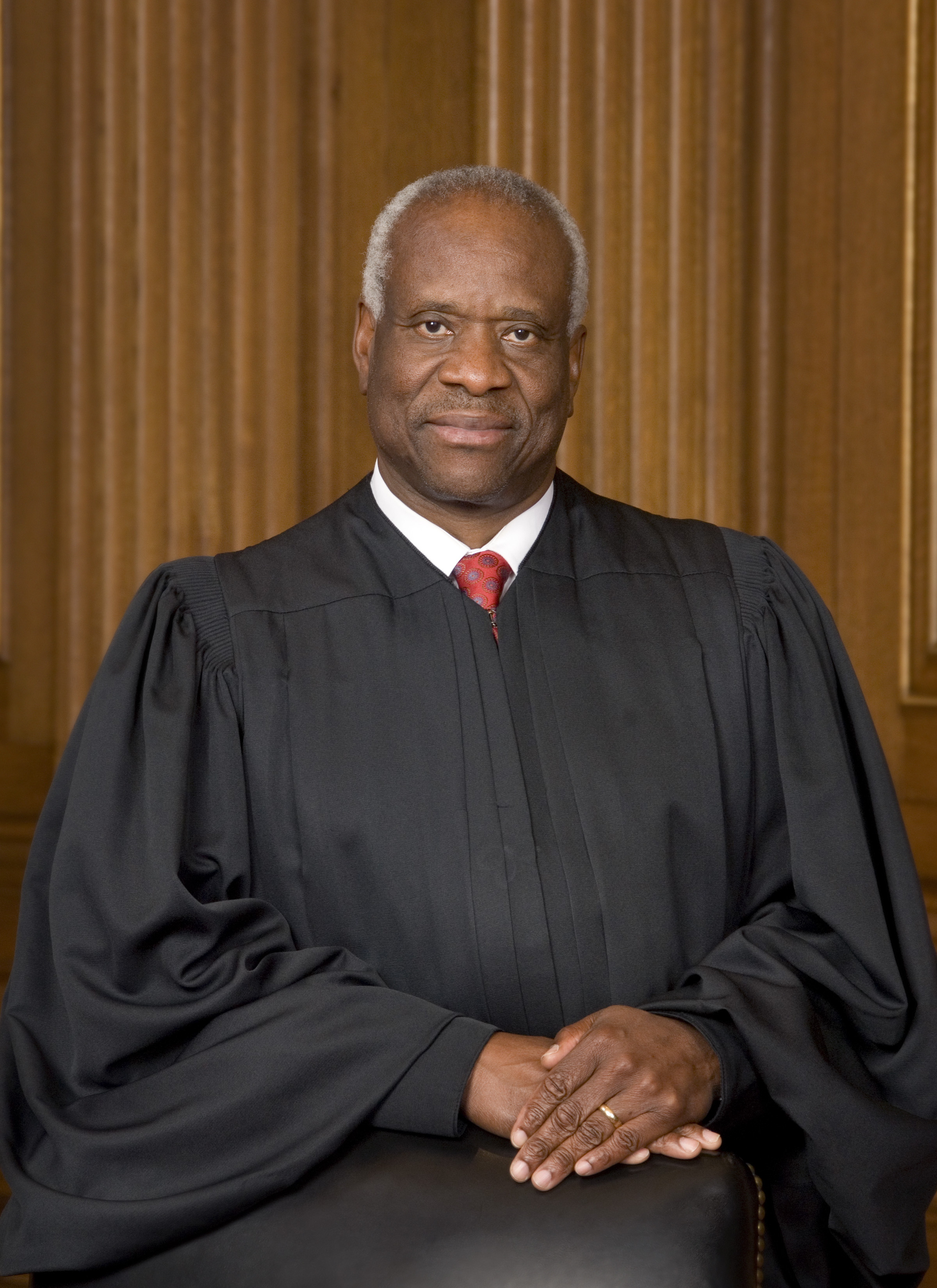
Clarence Thomas, nomeado por George H. W. Bush
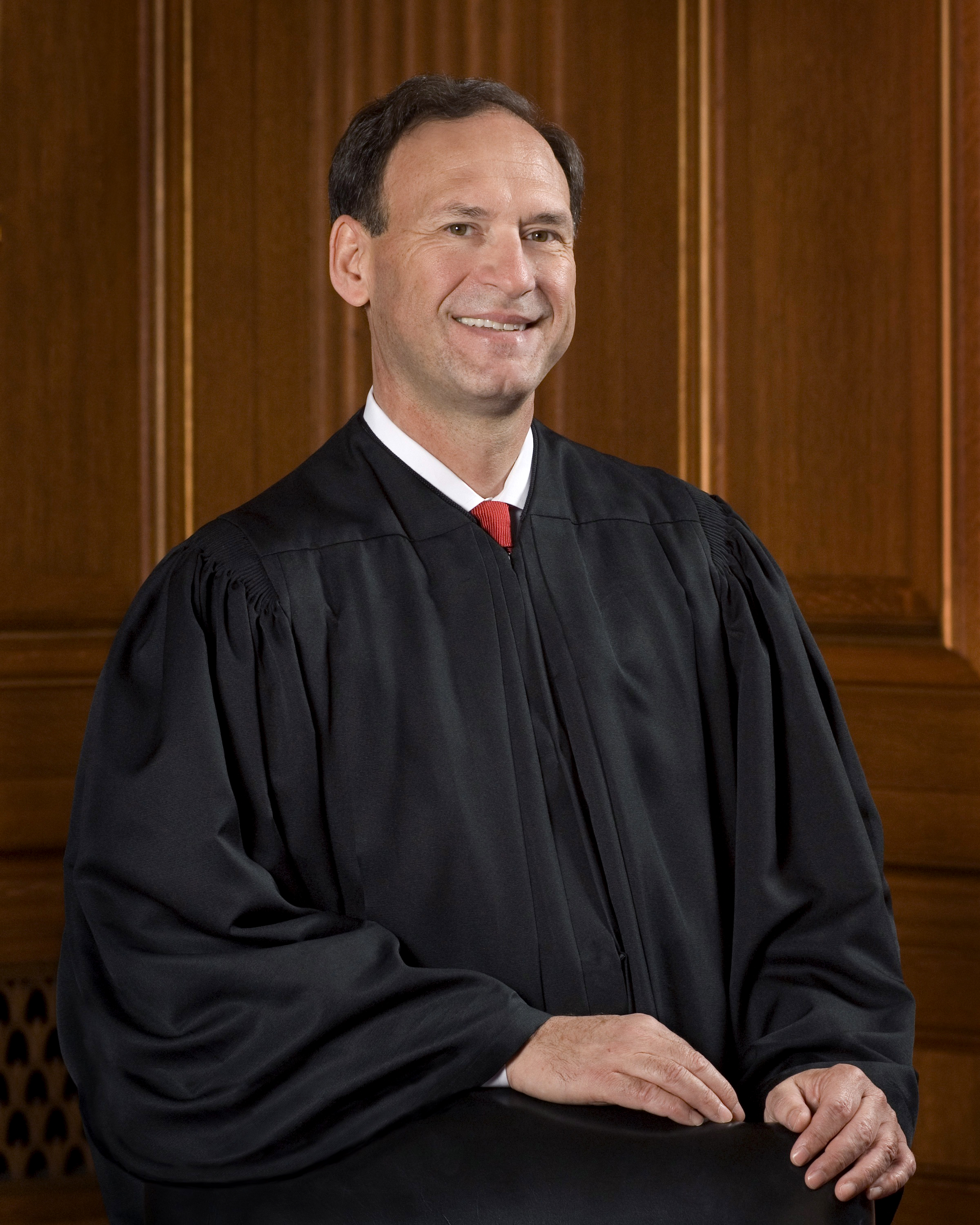
Samuel Alito, nomeado por George W. Bush
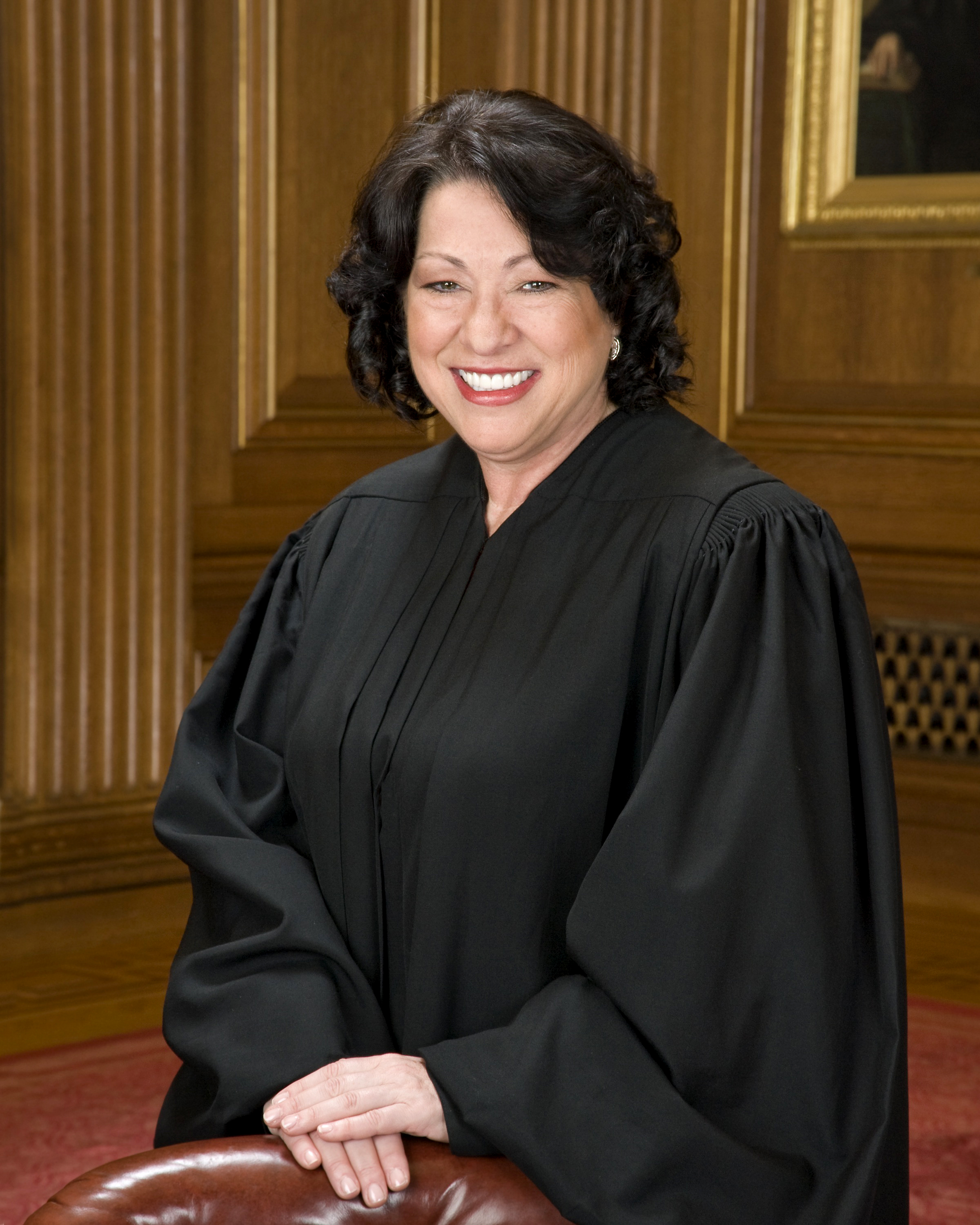
Sonia Sotomayor, nomeada por Barack Obama
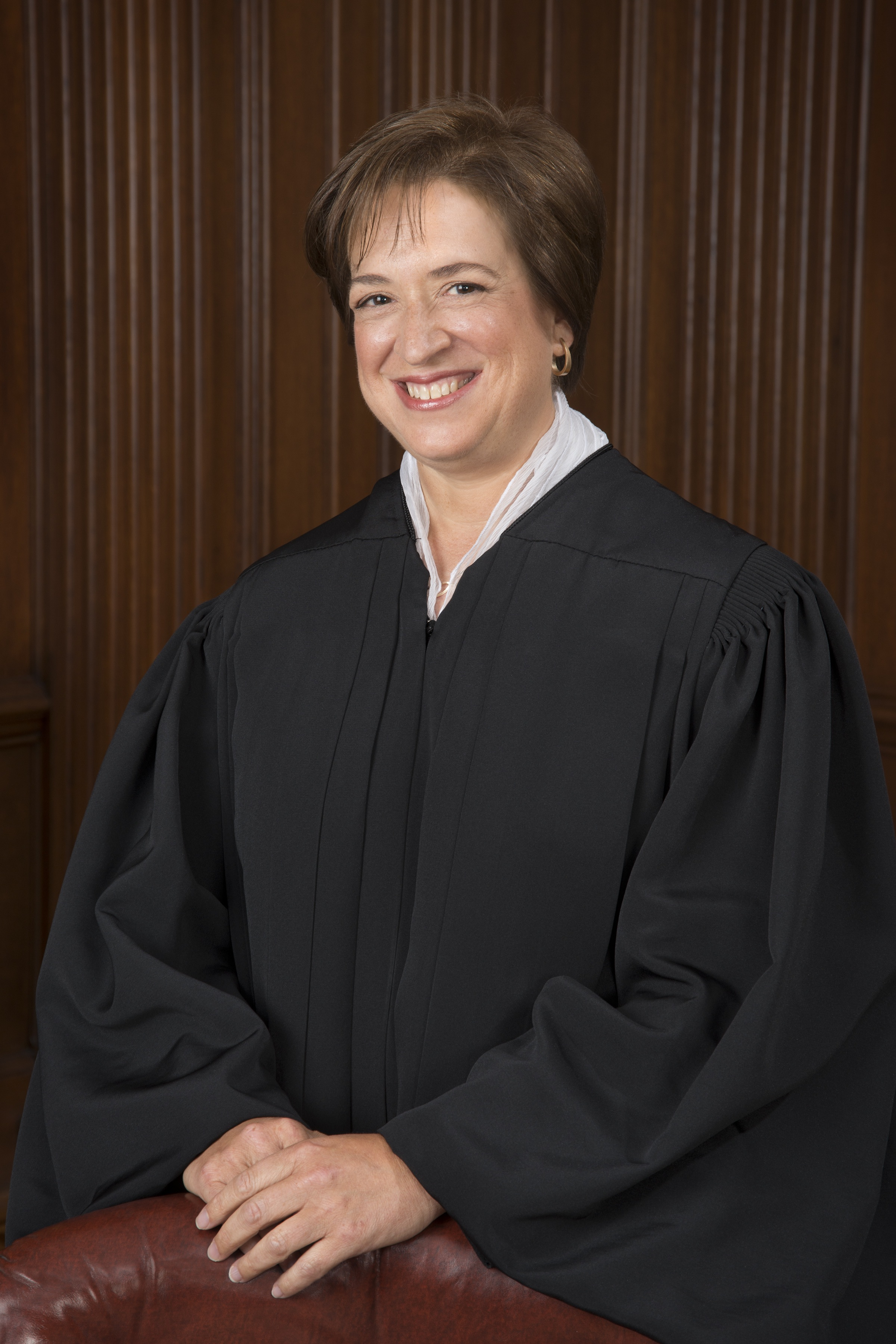
Elena Kagan, nomeada por Barack Obama
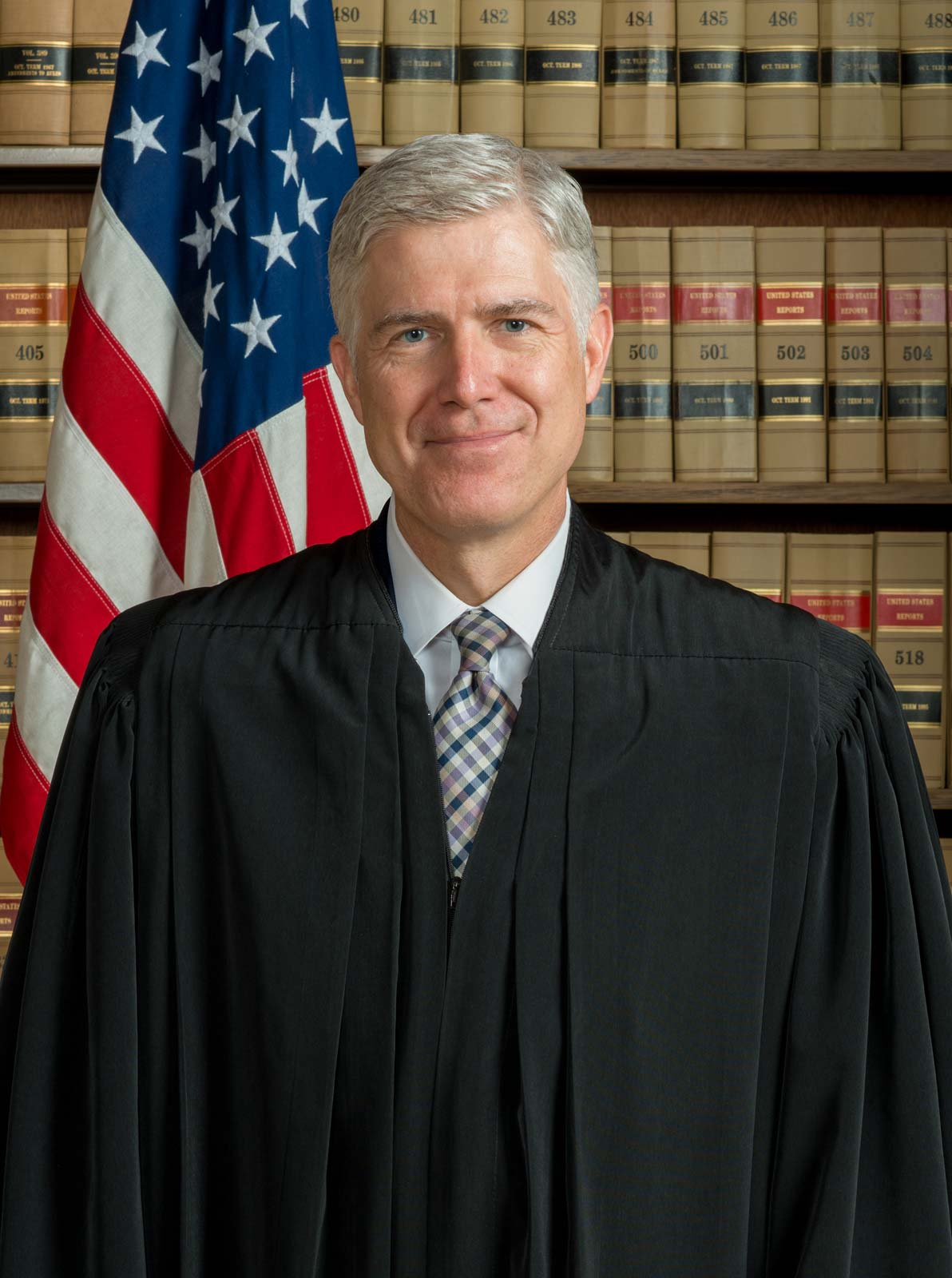
Neil Gorsuch, nomeado por Donald Trump
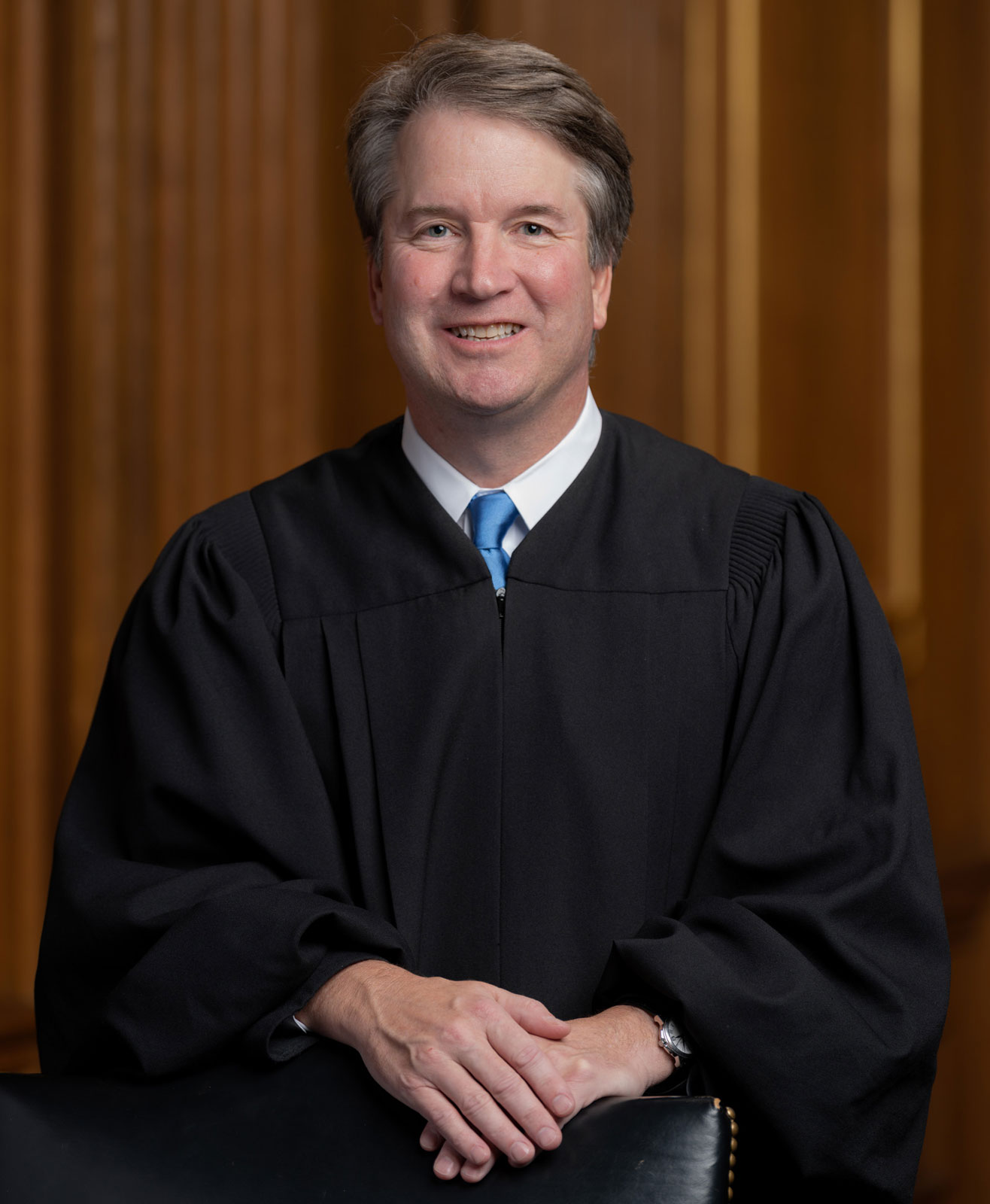
Brett Kavanaugh, nomeado por Donald Trump
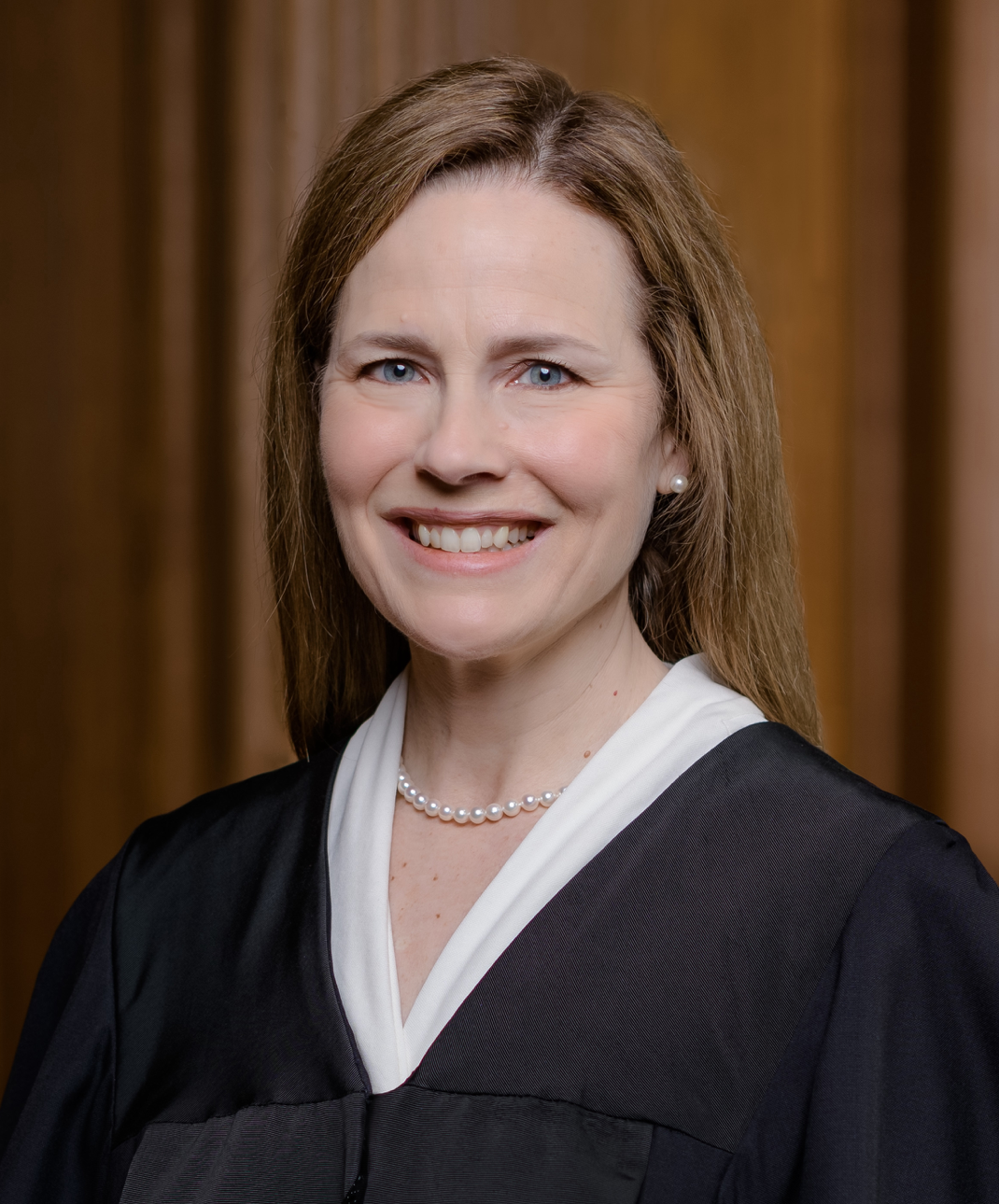
Amy Coney Barrett, nomeada por Donald Trump
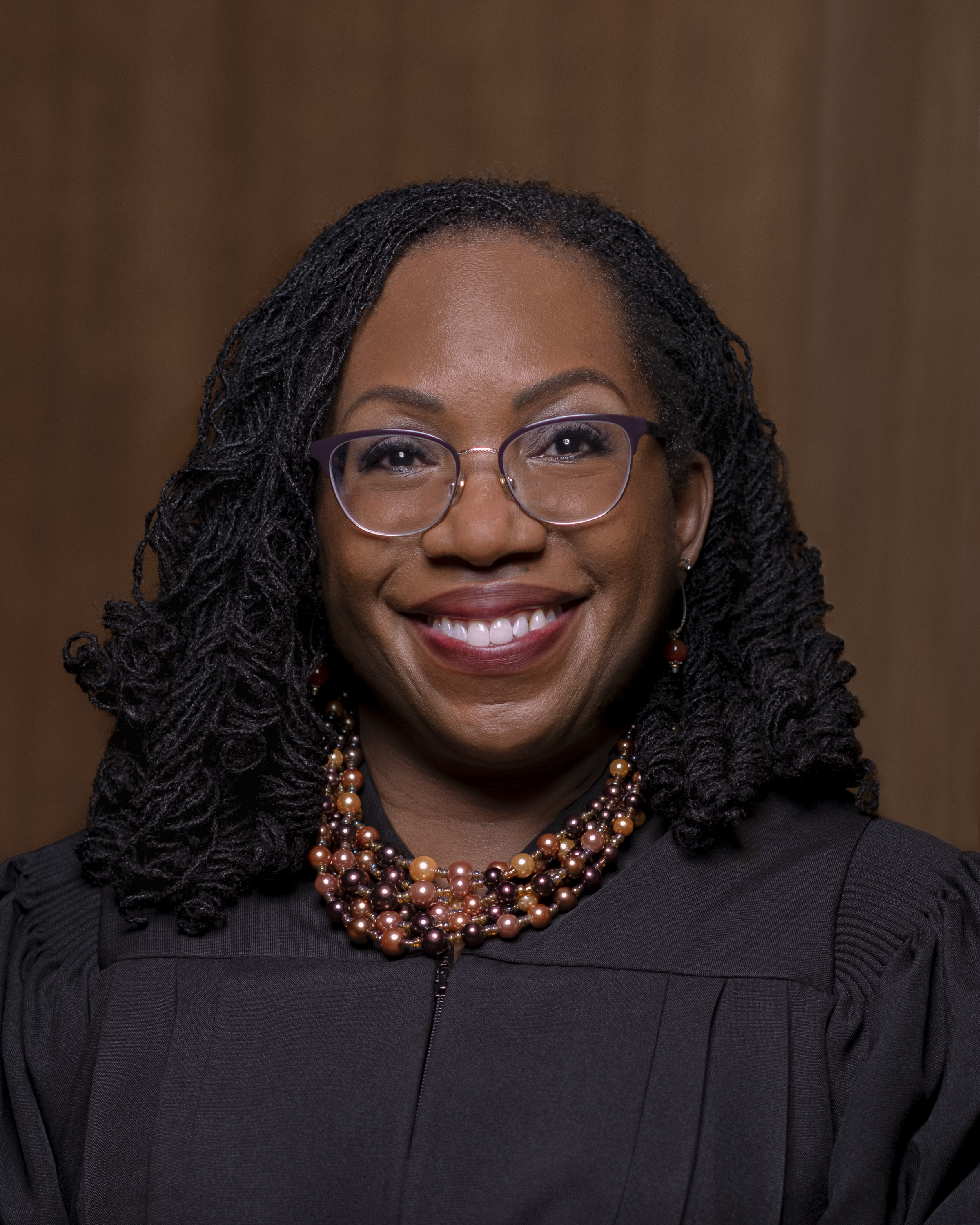
Ketanji Brown Jackson, nomeada por Joe Biden

## Juízes associados aposentados

Selo da Suprema Corte dos Estados Unidos.

Um juiz associado que deixa a Suprema Corte após atingir a idade e cumprir os requisitos de serviço prescritos pelo estatuto federal (28 .C. § 371) pode aposentar-se em vez de renunciar. Após a aposentadoria, eles mantêm o seu título, e por costume também podem manter um conjunto de câmaras no prédio da Suprema Corte, e empregar funcionários da lei. Os nomes dos juízes associados aposentados continuam a aparecer ao lado dos juízes ativos nos volumes vinculados das decisões da Suprema Corte. Estatuto federal (28 .C. § 294) prevê que juízes aposentados da Suprema Corte podem servir — se designados e designados pelo chefe de justiça — em painéis dos tribunais de apelação dos EUA ou nos tribunais distritais dos EUA. Os juízes aposentados, no entanto, não estão autorizados a participar da apreciação ou decisão de quaisquer casos perante o Supremo Tribunal Federal (ao contrário de outros juízes federais aposentados que possam ser autorizados a fazê-lo em seus tribunais anteriores); nem são conhecidos ou designados como um "juiz sênior". Quando, após a sua aposentadoria, William O. Douglas tentou assumir um papel mais ativo do que era habitual, afirmando que era sua prerrogativa fazê-lo por causa de seu status sênior, ele foi rejeitado pelo chefe de Justiça Warren Burger e advertido por toda a Corte.
Existem atualmente quatro juízes associados aposentados vivos: Sandra Day O'Connor, aposentada em 31 de janeiro de 2006; David Souter, aposentado em 29 de junho de 2009; Anthony Kennedy, aposentado em 31 de julho de 2018; e Stephen Breyer, aposentado em 30 de junho de 2022. Souter atua regularmente em painéis dos Tribunais de Apelação do Primeiro Circuito, enquanto O'Connor também atuou em painéis de vários tribunais de circuito por vários anos após a sua aposentadoria e antes de sua retirada posterior da vida pública; Kennedy não exerceu nenhuma função judicial desde que se aposentou.